# ピエール・ロシエ
ピエール・ジョセフ・ロシエ（Pierre Joseph Rossier、1829年7月16日 – 没年不詳）はスイスの写真家で、上野彦馬に写真術を伝授した人物。

## 経歴
ロシエは1829年7月16日、スイスに生まれる。家は農家で、10人兄弟の上から4番目であったが、他の兄弟とは異なり農夫とはならず、16歳にして教師の職を得た。1855年10月19日発行のパスポートでは職業欄が「写真家」となっている。このときから3年間、フランス、英国に撮影旅行を行い、腕を磨いた。
ロンドンでイタリア系企業ネグレッティ&ザンブラ社（Negretti and Zambra）に特派員として雇われ、アロー戦争の取材・写真撮影のため中国に派遣された。この際の写真は『VIEWS IN CHINA』という名前で1859年11月に出版されている。
その後、日本に渡航し、暫くの間長崎に滞在。上野彦馬・堀江鍬次郎・古川俊平・前田玄造らに湿式写真を教えた。また父に連れられて来日したばかりの、当時12歳のアレクサンダー・フォン・シーボルトを撮影している。初代駐日英国領事であるラザフォード・オールコックが長崎に到着すると、共に江戸に向かった。1859年（安政6年）6月26日に江戸に到着、日本各地の写真を撮影した後、1860年（元治元年）2月27日、上海に向けて出国した。この間の写真は『VIEWS IN JAPAN』として出版された。その後再び長崎に戻り、上野彦馬により詳しく写真術を伝授した。
没年月日について詳細は分かっていないが、1883年から1898年の間にパリで死亡した。